# Nacionalidad serbia

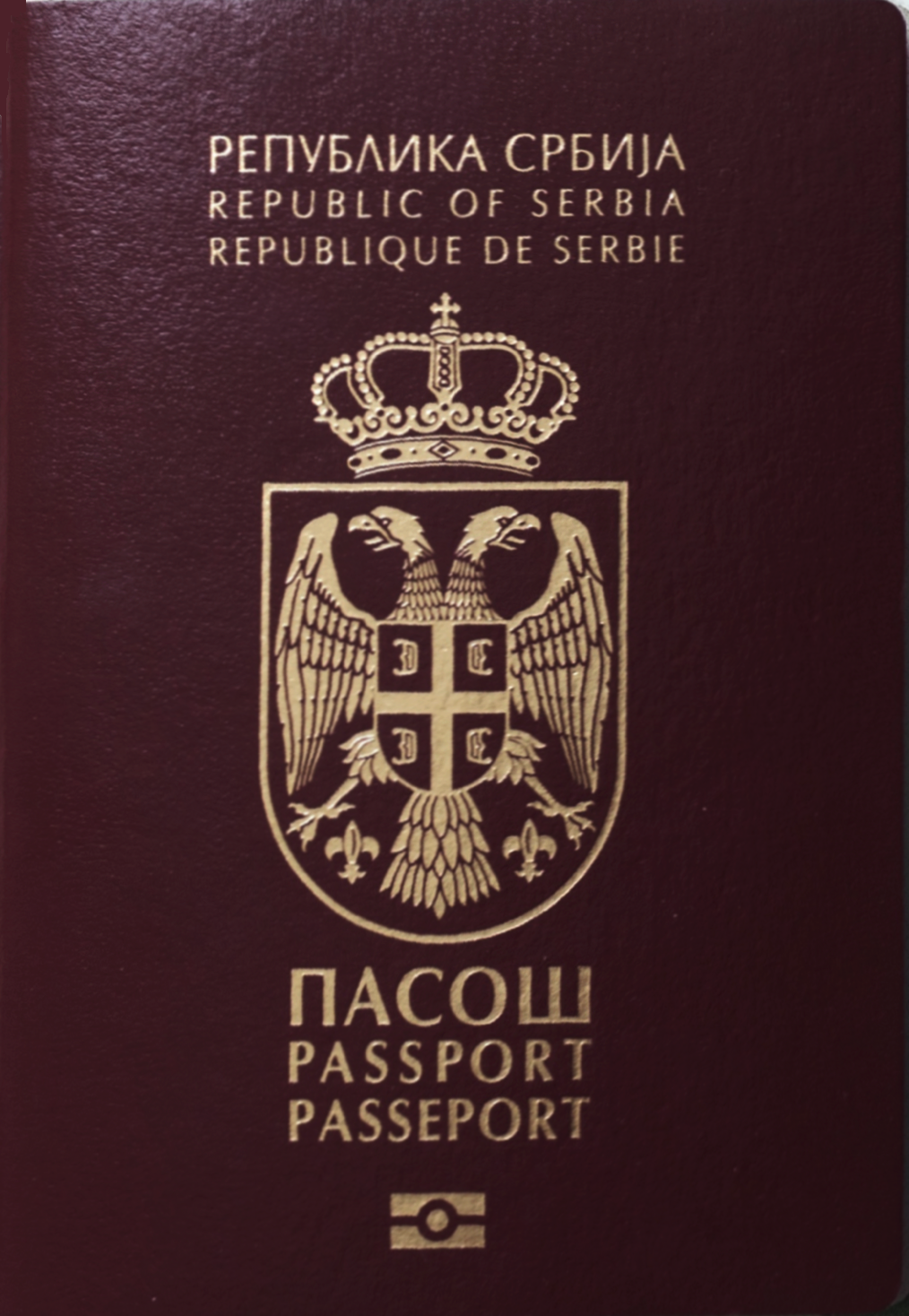
Pasaporte biométrico serbio

La ley de nacionalidad serbia se basa fundamentalmente en el principio de jus sanguinis. El artículo 23 de la ley de nacionalidad serbia estipula que cualquier extranjero con ascendencia serbia, tiene el derecho a adquirir la nacionalidad serbia mediante petición escrita. La ley permite también la doble nacionalidad, lo que permite a una persona el derecho a conservar su nacionalidad actual y recibir la ciudadanía serbia.
Las enmiendas de 2007, permitieron a los ciudadanos étnicamente serbios que residen fuera de Serbia el derecho a la ciudadanía. Estas enmiendas, aprobadas después del referéndum sobre la independencia de Montenegro, también permitieron a ciudadanos de Montenegro que viven en Serbia el derecho a obtener la ciudadanía, si presentan la solicitud dentro de un período de 5 años.

## Adquisición de la ciudadanía
- La adquisición de la ciudadanía por descendencia
- La adquisición de la ciudadanía por nacimiento en el territorio de Serbia
- La adquisición de la ciudadanía por la admisión (naturalización)

## Terminación de la ciudadanía
- Terminación de la ciudadanía por la liberación
- Terminación de la ciudadanía por la renuncia
- Readquisición de la ciudadanía de la República de Serbia